# Sandsøya (Sande)
Sandsøya er en ø i Sande kommune i Møre og Romsdal fylke i Norge. Den ligger vest for Gurskøya ved udløbet af Hallefjorden og har et areal på 11,38 km². Det højeste punkt på øen er Rinden som er 369 moh.
Øen har vejforbindelse via Fylkesvei 6  mod syd til Voksa og færgeforbindelse derfra til Åram på fastlandet i syd, kommunecenteret Larsnes på Gurskøya i øst og Kvamsøya i vest.
Sandsøya havde   pr. 1. januar 2018 213 indbyggere.  Voksa har 35 indbyggere (2018).